# Escleròtica
L'escleròtica (sin. compl. esclera) és una capa blanca i opaca, que junt amb la còrnia formen la corneosclera (de l'ull).
Està perforada per vasos sanguinis, nervis i pel nervi òptic. Té un gruix d'1 mm en la part posterior de l'ull i de 0,3 mm en l'equador. El gruix en la part anterior és d'uns 0,7 mm. L'escleròtica cobreix les 5/6 parts del darrere del globus ocular fins a la part del davant de la còrnia. A la part del darrere de l'escleròtica hi ha una zona anomenada làmina cribrosa a través de la qual entra el nervi òptic.

## Histologia
Està formada per feixos de col·lagen aplanats i que discorren en diverses direccions, la qual cosa, al costat dels distints diàmetres que tenen les fibres, fa que el teixit sigui irregular i, per tant, opac. Entre les fibres hi ha fibroblasts.
Composta de teixit conjuntiu dens, hi ha capes amb molt poca definició, de fora endins:
- Epísclera: Capa externa, composta de teixit conjuntiu lax adjacent al greix periorbitari.
- Cap fibrosa: composta principalment de fibres de col·lagen.
- Làmina fusca: Capa més interna localitzada al costat de la coroide. Té fibres de col·lagen més primes, a més de cèl·lules pigmentades.

## Relacions
- Externes: Per fora de l'episcleròtica es troba l'espai de Tenon, el qual, al costat del greix orbitari que l'envolta, permet la lliure rotació de l'ull dintre de la seva òrbita. Per fora d'aquest espai hi ha la càpsula de Tenon, que és la fàscia conjuntiva de l'ull, composta d'una xarxa de gruixudes fibres de col·lagen.[3]
- Internes: Per sota hi ha el cos ciliar i la coroide.

## Patologia
- Episcleritis
- Escleritis
- Ulls blaus per osteogènesi imperfecta